# Mazisi Kunene
Mazisi Raymond Kunene (Durban, 12 maggio 1930 – Durban, 11 agosto 2006) è stato uno scrittore e poeta sudafricano, celebre per il suo poema Emperor Shaka the Great.
Si è distinto come leader anti-apartheid.

## Biografia
Kunene nacque a Durban, il padre Mdabuli Albert Kunene apparteneva al clan Swazi. 
Seppur giovanissimo, all'età di 12 anni, era già riuscito a pubblicare sui giornali locali un buon numero di poesie.
Frequentò il "Master of Arts" alla Università di Natal.
Vinse nel 1956, la "Bantu Literary Competition" e si recò a Londra per intraprendere gli studi alla "School of Oriental and African Studies". All'università londinese ottenne il dottorato con una tesi sulla letteratura zulu.

Ma proprio in quel periodo concentrò le sue energie sulle ingiustizie sociali della sua terra divenendo un leader del movimento anti-apartheid.
Kunene fu affiliato all'African National Congress durante l'arco della sua carriera.
La sua carriera cattedratica lo portò a dirigere il dipartimento del "University College" in Lesotho, ma anche a divenire docente di Letteratura africana alla University of California a Los Angeles.
Nel 1972 organizzò una storica manifestazione nella quale artisti come Picasso, Marc Chagall, Henry Moore, donarono alcune loro opere con lo scopo di attirare l'attenzione del mondo intero sul regime razzista sudafricano.
Kunene ritornò in Sudafrica nel 1992, e fino alla sua pensione insegnò alla Università di Natal. 

È deceduto nel 2006 a Durban dopo una lunga malattia.
Il Presidente del Sudafrica Thabo Mbeki lo ha ricordato definendolo uno straordinario connazionale, che ha saputo integrare nella sua personalità il passato, il presente ed il futuro del suo popolo; inoltre è stato un pensatore ed un artista capace di riconsegnare a tutti gli africani quella dignità mai cancellata, ma messa un po' in ombra da secoli di oppressione.

## Opere e pensiero
Scrisse i suoi lavori, originariamente, in lingua zulu e solo in un secondo tempo li tradusse in lingua inglese.
Kunene prese spunto dalla tradizione orale della letteratura zulu per disegnare poemi riguardanti la storia zulu ed il loro pensiero, ma anche celebranti i valori dell'intera Africa.
Sul senso da attribuire alla sua attività poetica Kunene affermò che uno scrittore non dovrebbe essere attratto eccessivamente dal successo, quanto piuttosto dal tentativo di offrire un contributo alla comunità che assieme ai natali gli ha donato il genio che è in lui.
La sua opera più nota, "Emperor Shaka the Great", pubblicata in inglese nel 1979, ricevette ampi consensi da parte della critica internazionale e venne definita una monumentale epica africana paragonabile all'Iliade; narra, infatti, la storia della rinascita del popolo zulu nell'epoca del dominio shaka. Questa opera è stata poi tradotta in varie lingue, tra le quali, il francese, l'inglese, il tedesco e il giapponese.
Altre opere fondamentali furono "Anthem on the Decades: A Zulu Epic", pubblicata in inglese nel 1981, che descrive le leggende del popolo zulu; "The Ancestors and the Sacred Mountain: Poems", un'antologia contenente cento sue poesie, uscita alle stampe nel 1982.
Negli anni novanta ha proseguito la sua carriera pubblicando vari libri in zulu, tra i quali "Isibusiso sikamhawu" (1994), "Indida yamancasakazi" (1995), "Umzwilili wama-Afrika" (1996) e "Igudu likaSomcabeko" (1997).